# José Miró Anoria
José Miró Anoria (Cadis, 1815 - Sevilla, 1878) fou un pianista i compositor andalús del Romanticisme.
Estudià a Sevilla amb l'organista d'aquella catedral, Eugenio Gómez, i a París amb Kalkbrenner, com a concertista es va fer aplaudir en les principals ciutats de França, Bèlgica i Anglaterra. El 1842 retornà a Espanya i donà una sèrie de sis concerts en l'Acadèmia Filharmònica Matritense, en el Liceu i en l'Institut, que foren altament elogiats per la crítica i el públic. Després de recórrer les principals ciutats d'Espanya, es traslladà a Lisboa, i al seu teatre de San Carlos donà quatre concerts. El 1843 es traslladà als Estats Units i després a l'Havana (Cuba), on en el transcurs d'un mes feu 10 concerts, sent aplaudit amb entusiasme. Acceptà la direcció del Liceu artístic i literari d'aquella ciutat, on tingué diversos alumnes, entre ells, Adolfo de Quesada, fins que el 1850 passà a París, i després a l'Havana. El 1854 tornà a Espanya i fou nomenat professor del Conservatori de Madrid. També va ser professor dels infants ducs de Montpensier. Publicà un mètode i nombroses composicions per a piano.